# Irvin Pelletier
Pour les articles homonymes, voir Pelletier (homonymie).
Irvin Pelletier, né le 28 mai 1946 à Sayabec, est un homme politique canadien. Lors de l'élection générale québécoise de 2007, il est élu député de Rimouski à l'Assemblée nationale du Québec sous la bannière du Parti québécois. Réélu ensuite à deux reprises, il décide de ne pas se représenter pour l'élection générale québécoise de 2014.

## Biographie
Il exerce d'abord la profession de comptable. Pelletier fréquente l'Université Laval et obtient un baccalauréat en pédagogie. Il obtient ensuite une maîtrise de l'Université de Sherbrooke en commerce. Il exerce ensuite le métier de comptable pendant près de trente ans tout en enseignant à l'Université du Québec à Rimouski où il est aussi un membre du conseil d'administration. Il est conseiller municipal de la ville de Rimouski pendant plusieurs années. Il est aussi impliqué dans la campagne de Centraide du Bas-Saint-Laurent et dans la Chambre de commerce de Rimouski.
Il est nommé le 25 avril 2007, critique du Parti québécois au développement économique régional et les affaires maritimes. Après le départ de Rosaire Bertrand, il est nommé critique du Parti québécois en matière d'institutions financières.
Il est président de la Commission des finances publiques du 7 novembre 2012 au 5 mars 2014.
Le 11 avril 2008, il cause une surprise devant la commission des finances publiques quand il affirme que M. Vincent Lacroix serait plus utile à la société dans les affaires plutôt qu'en croupissant dans une prison aux frais de l'État. Il a aussi indiqué qu'il espérait que les petits investisseurs qui ont été les victimes du fraudeur pourront lui pardonner, même si cela allait leur être difficile. Devant la controverse, il est revenu sur ses propos le soir même.